# Dongfeng KX
Dongfeng KX (Dongfeng Kinland Flagship) — семейство крупнотоннажных грузовых автомобилей производства Dongfeng, серийно выпускаемых с 2014 года.

## Описание
Впервые автомобиль Dongfeng KX (Kinland Flagship) был представлен в 2014 году на выставке IAA, в Шанхае. В производстве модели принимала участие шведская компания Volvo Trucks (45%).
Автомобиль оснащён дизельным двигателем внутреннего сгорания совместного производства между Dongfeng и Cummins мощностью 456 или 486 л. с. ЭКО-стандарт — Евро-4 или Евро-5. Дизайн разработан итальянским ателье UP-Design. 
В Dongfeng KX применен передний мост типа Elliot c двутавровым сечением с нагрузкой до 7 т., задний – с нагрузкой до 13 т. Мосты Dana Spicer обладают высокой долговечностью и устойчивостью к коррозии. Заявленный ресурс - до 1,6 млн км. В Dоngfeng KX применяются 12-диапазонные АКП от ведущих мировых поставщиков ZF Friedrichshafen AG и Eaton Corporation. АКП имеют интеллектуальное переключение передач с функцией защиты от перегрузок. Заявленный ресурс АКП составляет до 1,6 млн км. Надежная пневматическая тормозная известной немецкой компании Knorr-Bremse имеет электронное управление и раздельные контуры. Современная кабина имеет 4-точечную пневмоподвеску. Карданный вал выполнен из высокопрочного сплава, рама из высокопрочной стали. Подвески - зависимые, с гидравлическими амортизаторами и стабилизаторами поперечной устойчивости. Спереди на продольных 2-листовых рессорах, сзади 4-точечная пневматическая.
Существует также магистральный тягач Dongfeng KX DFH4250C (6*4).

## Модификации
- Dongfeng DFH4250C (6*4) — седельный тягач с колёсной базой 4650 мм и двигателем Cummins ISZ480 мощностью 50480 л. с. При снаряжённой массе 10200 кг его полная масса составляет 25000 кг[4][5].